# Eupithecia nevadata
Eupithecia nevadata là một loài bướm đêm trong họ Geometridae.